# آلستینگ
آلستینگ (به فرانسوی: Alsting) یک کمون در فرانسه است که در Canton of Stiring-Wendel واقع شده‌است.

## خصوصیات
آلستینگ ۵٫۷۳ کیلومترمربع مساحت و ۲٬۳۷۲ نفر جمعیت دارد.